# Metallica: Сквозь невозможное
«Metallica: Сквозь невозможное» (англ. Metallica Through the Never) — художественный фильм, действие которого разворачивается на фоне концерта американской трэш-метал-группы Metallica. Название фильму дала песня «Through the Never» из альбома Metallica.

## Сюжет
«Metallica: Сквозь невозможное» представляет собой смесь игрового кино и концерта. В тот момент, когда Metallica выступает перед забитым до отказа стадионом, молодой техник группы по имени Трип (Дейн ДеХаан) получает задание доставить музыкантам сумку, необходимую им для выступления, однако вместо этого с ним происходят неожиданные приключения.

## История создания
В мае 2012 года Metallica объявила о том, что два концерта, которые должны будут пройти в августе того же года в Ванкувере, лягут в основу 3D-фильма о группе. Музыканты сами выбрали Нимрода Антала в качестве режиссёра, известного по фильмам «Хищники» и «Вакансия на жертву». Тот в свою очередь предложил проект, который не должен был отличаться от документального фильма о Metallica Some Kind of Monster 2004 года. 19 июля 2013 года на выставке Comic Con в Сан-Диего был представлен первый трейлер к фильму. Было также объявлено, что мировая премьера фильма состоится 27 сентября в IMAX 3D и 4 октября — в остальных кинотеатрах. 9 сентября состоялась закрытая премьера фильма на Международном кинофестивале в Торонто. 14 сентября в Москве в Государственном Кремлёвском дворце прошла российская премьера фильма, которую посетили Ларс Ульрих и Роберт Трухильо (соответственно барабанщик и бас-гитарист группы). Перед началом показа была организована встреча, в ходе которой любой желающий мог задать вопросы участникам группы. Вёл встречу Иван Охлобыстин, являющийся фанатом Metallica. В тот же день в пресс-центре РИА Новости прошла пресс-конференция, посвящённая премьере фильма, в которой также приняли участие Ульрих и Трухильо.

### Премьеры фильма
- 9 сентября — Международный кинофестиваль в Торонто[4];
- 14 сентября — российская премьера фильма в Москве;
- 17 сентября — Mill Valley Film Festival в Сан-Рафаэле (Калифорния, США).

## Саундтрек
Саундтрек издан 24 сентября 2013 года. До официального выхода он был доступен для предзаказа на официальном сайте Metallica и в iTunes. Тем, кто делал предзаказ, в качестве подарка высылался фирменный медиатор. Песня Master of Puppets была выложена для свободного прослушивания в Интернет.

### Список композиций
| №  | Название                  | Длительность |
| -- | ------------------------- | ------------ |
| 1. | «The Ecstasy of Gold»     | 3:22         |
| 2. | «Creeping Death»          | 6:36         |
| 3. | «For Whom the Bell Tolls» | 5:09         |
| 4. | «Fuel»                    | 4:29         |
| 5. | «Ride the Lightning»      | 6:36         |
| 6. | «One»                     | 7:27         |
| 7. | «The Memory Remains»      | 4:39         |
| 8. | «Wherever I May Roam»     | 6:44         |

| №  | Название                 | Длительность |
| -- | ------------------------ | ------------ |
| 1. | «Cyanide»                | 6:39         |
| 2. | «...And Justice for All» | 9:46         |
| 3. | «Master of Puppets»      | 8:36         |
| 4. | «Battery»                | 5:12         |
| 5. | «Nothing Else Matters»   | 6:28         |
| 6. | «Enter Sandman»          | 5:31         |
| 7. | «Hit the Lights»         | 4:16         |
| 8. | «Orion»                  | 8:28         |

## Чарты и сертификации
| Чарт (2013/14)                      | Позиция |
| ----------------------------------- | ------- |
| Австрия (Ö3 Austria)                | 4       |
| Австралия (ARIA)                    | 16      |
| Бельгия/Фландрия (Ultratop)         | 9       |
| Бельгия/Валлония (Ultratop)         | 14      |
| Canadian Albums (Billboard          | 9       |
| Дания (Hitlisten)                   | 9       |
| Нидерланды (Album Top 100)          | 28      |
| Финляндия (Suomen virallinen lista) | 11      |
| Франция (SNEP)                      | 32      |
| Венгрия (MAHASZ)                    | 33      |
| Италия (Classifica album)           | 19      |
| Новая Зеландия (RMNZ)               | 11      |
| Норвегия (VG-lista)                 | 15      |
| Польша (ZPAV)                       | 6       |
| Португалия (AFP)                    | 6       |
| Испания (PROMUSICAE)                | 15      |
| Швеция (Sverigetopplistan)          | 32      |
| Швейцария (Schweizer Hitparade)     | 16      |
| US Billboard 200                    | 9       |
| US Top Rock Albums (Billboard)      | 4       |
| US Top Soundtracks (Billboard)      | 1       |

| Регион | Сертификация | Продажи |
| --- | ------------ | ------- |
| Польша (ZPAV) | Золотой      | 10 000* |
| Португалия (AFP) | Платиновый   | 15 000^ |
| * Данные о продажах приведены только на основе сертификации. ^ Данные о тиражах приведены только на основе сертификации. |              |         |

## В ролях
- Дейн ДеХаан — Трип
- Джеймс Хетфилд в роли самого себя — вокалист, ритм-гитарист группы;
- Ларс Ульрих в роли самого себя — барабанщик;
- Роберт Трухильо в роли самого себя — бас-гитарист;
- Кирк Хэмметт в роли самого себя — соло-гитарист.

## Факты
- Сценарий фильма занимает всего лишь 15 страниц, и в нём почти нет диалогов[29].
- В фильме так и не раскрывается, что находится в сумке Трипа. Фанаты группы высказывают разные предположения о её содержимом. Одно из них: там находится душа Клиффорда Бёртона, бывшего бас-гитариста Metallica, погибшего в автокатастрофе в 1986 году[30].